# Елисеевское сельское поселение
Елисе́евское се́льское поселе́ние — муниципальное образование в составе Кесовогорского района Тверской области. На территории поселения находятся 21 населенный пункт.
Центр поселения — деревня Елисеево.

## Географические данные
- Общая площадь: 110,5 км²
- Нахождение: южная часть Кесовогорского района
  - Граничит:
    - на севере — с посёлком Кесова Гора
    - на востоке — с Никольским СП
    - на юге — с Кашинским районом, Пестриковское СП, Давыдовское СП и Уницкое СП
    - на западе — со Стрелихинским СП
    - на северо-западе — с Кесовским СП.

Поселение пересекает железная дорога «Москва (Савёловская)—Сонково—Санкт-Петербург».

## История
Образовано в 2005 году, включило в себя территорию Елисеевского сельского округа.

## Население
| 2005 | 2010 | 2011 | 2012 | 2013 | 2014 | 2015 |
| ---- | ---- | ---- | ---- | ---- | ---- | ---- |
| 802  | ↘705 | ↗709 | ↘675 | ↘667 | ↘640 | ↘637 |
| 2016 | 2017 | 2018 | 2019 | 2020 | 2021 |      |
| ↘627 | ↗630 | ↘615 | ↘614 | ↘608 | ↗705 |      |

На 2008 год — 813 человек.
Национальный состав: русские, даргинцы, лезгины.

## Населенные пункты
На территории поселения находятся следующие населённые пункты:
| №  | Тип нп  | Название          | Население (2008 год) |
| -- | ------- | ----------------- | -------------------- |
| 1  | дер.    | Баждеры           | 2                    |
| 2  | село    | Большое Воробьёво | 36                   |
| 3  | дер.    | Быково            | 0                    |
| 4  | дер.    | Гущино            | 6                    |
| 5  | дер.    | Демшино           | 38                   |
| 6  | дер.    | Деревенское       | 5                    |
| 7  | дер.    | Душино            | 0                    |
| 8  | дер.    | Елисеево          | 201                  |
| 9  | село    | Завидовская Горка | 156                  |
| 10 | дер.    | Звездино          | 56                   |
| 11 | дер.    | Кухтино           | 2                    |
| 12 | дер.    | Левашово          | 2                    |
| 13 | ж-д.ст. | Мюд               | 3                    |
| 14 | дер.    | Погорелово        | 0                    |
| 15 | дер.    | Поповка           | 0                    |
| 16 | дер.    | Растригино        | 8                    |
| 17 | дер.    | Старово           | 28                   |
| 18 | дер.    | Страхиново        | 185                  |
| 19 | дер.    | Суходол           | 37                   |
| 20 | дер.    | Турынино          | 44                   |
| 21 | дер.    | Уварово           | 4                    |

## История
В XII—XIV вв. территория поселения входила в состав Тверского княжества. В XV веке присоединена к Великому княжеству Московскому и стала относится к Суходольскому стану Кашинского уезда.

С образованием губерний территория поселения входит Углицкую провинцию Санкт-Петербургской, затем (с 1727 года) в Московской губернии. С образованием в 1796 году Тверской губернии территория поселения вошла в Кашинский уезд.В 1927 году Кашинский уезд был упразднен и территория поселения отошла к Бежецкому уезду.

В 1929 году Тверская губерния ликвидирована и территория поселения вошла во вновь образованный Кесовский (Кесовогорский) район Московской области. С 1935 по 1990 год территория поселения относится к Кесовогорскому району Калининской области (кроме 1962—1965 годов, когда территория входила в Кашинский район). С 1990 — в Тверской области, Кесовогорский район
В XIX — начале XX века деревни поселения относились к Суходольской и Ванчуговской волостям Кашинского уезда.

## Экономика
Колхозы «Правда», «Рассвет» и «Наш Путь».

## Известные люди
В деревне Страхиново родился Герой Советского Союза Александр Петрович Николаев.

 В деревне Погорелово родился Герой Советского Союза Пётр Семёнович Катухин.